# Juan de Dios Castro Lozano
Pour les articles homonymes, voir Lozano.
Juan de Dios Castro Lozano, né le 25 mars 1942 à Torreón et mort le 24 novembre 2020 à Lerdo, est un politicien, universitaire et avocat mexicain, membre du Parti action nationale.

## Biographie
Juan de Dios Castro est un avocat diplômé de l'Université autonome de Coahuila, où il est également titulaire d'un master, et a travaillé dans diverses organisations juridiques de l'État de Durango.
Juan de Dios Castro Lozano œuvre pour l'éducation dans l'État de Durango en fondant en février 1962 l'Institut commercial mexicain, aujourd'hui disparu, en 1965 l'école secondaire "Vasco de Quiroga" et, en 1982 l'école préparatoire "Vasco de Quiroga", toutes situées dans la municipalité de Lerdo.
Membre du Parti action nationale depuis 1963, il occupe diverses fonctions au sein du comité exécutif national et est élu député fédéral à quatre reprises, en 1979 à la législature LI, en 1985 à la législature LIII, en 1991 à la législature LV durant laquelle il est coordinateur adjoint du groupe des députés du PAN et en 2003 à la législature LIX, durant laquelle il est président de la Chambre des députés. Il est également sénateur de la République pour l'État de Durango de 1994 à 2000, où il est délégué au Parlement allemand et à l'Assemblée interparlementaire mondiale à Santiago du Chili.
En 2000, le président Vicente Fox le nomme conseiller juridique à la présidence de la République, poste qu'il quitte lorsqu'il est élu député en 2003, mais qu'il retrouve en 2005 et occupe jusqu'à la fin du mandat de six ans.
Le 4 janvier 2007, il est nommé procureur général adjoint pour les droits de l'homme, l'attention aux victimes et les services communautaires du bureau du procureur général.
Il meurt le 24 novembre 2020, des suites d'une maladie à coronavirus ,.